# Jason van Duiven
Jason van Duiven (Almelo, 25 febbraio 2005) è un calciatore olandese, attaccante del Lommel.

## Carriera

### Club
van Duiven è cresciuto nel settore giovanile del PSV, dove è arrivato nel 2018 proveniente dal Twente. Il 23 settembre 2020 all'età di quindici anni ha firmato il suo primo contratto professionistico.
Il 5 agosto 2022 ha debuttato con lo Jong PSV nell'incontro di Eerste Divisie pareggiato 1-1 contro il Willem II e dieci giorni dopo ha trovato il suo primo gol nel successo per 1-0 contro il Dordrecht.
L'8 gennaio 2024 ha rinnovato il contratto fino al 2026 ed è stato ceduto in prestito all'Almere City fino al termine della stagione.

### Nazionale
Ha giocato nelle nazionali giovanili olandesi Under-15, Under-17 ed Under-19.

## Statistiche

### Presenze e reti nei club
Statistiche aggiornate al 2 febbraio 2024.
| Stagione        | Squadra         | Campionato      | Campionato | Campionato | Coppe nazionali | Coppe nazionali | Coppe nazionali | Coppe continentali | Coppe continentali | Coppe continentali | Altre coppe | Altre coppe | Altre coppe | Totale | Totale | Totale |
| Stagione        | Squadra         | Comp            | Pres       | Reti       | Comp            | Pres            | Reti            | Comp               | Pres               | Reti               | Comp        | Pres        | Reti        | Pres   | Reti   |        |
| --------------- | --------------- | --------------- | ---------- | ---------- | --------------- | --------------- | --------------- | ------------------ | ------------------ | ------------------ | ----------- | ----------- | ----------- | ------ | ------ | ------ |
| 2022-2023       | Jong PSV        | ED              | 34         | 15         |                 | -               | -               |                    | -                  | -                  |             | -           | -           | 34     | 15     |        |
| 2023-2024       | Jong PSV        | ED              | 14         | 6          |                 | -               | -               |                    | -                  | -                  |             | -           | -           | 14     | 6      |        |
| 2023-2024       | Almere City     | ED              | 4          | 0          | CO              | 1               | 0               |                    | -                  | -                  |             | -           | -           | 5      | 0      |        |
| Totale carriera | Totale carriera | Totale carriera | 52         | 21         |                 | 1               | 0               |                    | -                  | -                  |             | -           | -           | 53     | 21     |        |